# Callithomia hezia
Espèce
Callithomia hezia est un insecte lépidoptère  de la famille des Nymphalidae, de la sous-famille des Danainae et du genre Callithomia.

## Dénomination
Callithomia hezia a été décrit par William Chapman Hewitson en 1854 sous le nom initial d' Ithomia hezia.

### Noms vernaculaires
Callithomia hezia se nomme Hezia Clearwing en anglais.

### Sous-espèces
- Callithomia hezia hezia présent au Nicaragua et à Panama.
- Callithomia hezia beronilla (Hewitson, 1874)
- Callithomia hezia hedila Godman & Salvin, [1879]; présent au Guatemala.
- Callithomia hezia perija Masters, 1973; présent au Venezuela
- Callithomia hezia phagesia (Hewitson, 1869); présent en Équateur et au Pérou.
- Callithomia hezia smalli Fox, 1968; présent à Panama
- Callithomia hezia tridactyla Dewitz, 1877; présent en Colombie.
- Callithomia hezia villula (Hewitson, 1858); présent en Colombie.
- Callithomia hezia viridipuncta Kaye, 1918; présent en Équateur
- Callithomia hezia wellingi Fox, 1968; présent au Mexique[1].

## Description
Callithomia hezia est un papillon aux ailes à apex arrondi avec les ailes antérieures bien plus longues que les ailes postérieures, d'une envergure d'environ 60 mm pour les mâles et d'environ 69 mm pour les femelles. Les ailes antérieures sont de couleur marron à noir ornées de taches jaunes à blanches rangées en une ligne submarginale, une ligne dans l'aire discale et deux taches à l'extrémité de la cellule. Les ailes postérieures sont moitié orange à partir du bord interne et marron à bande jaune pour le reste de l'aile ou totalement orange avec une marge noire.
Le revers est semblable.

## Biologie

### Plantes hôtes
La plante hôte de sa chenille est une Solanaceae, Lycianthes sanctaeclarae,. 

## Écologie et distribution
Callithomia hezia est présent au Mexique à Panama, au Nicaragua, au Guatemala, au Venezuela, en Colombie et en Équateur.

### Protection
Pas de statut de protection particulier.